# Yamazaki (whisky)
The Yamazaki Single Malt Whisky (Japans: 山崎蒸溜所, Yamazaki Jōryūsho) is een single malt whisky, geproduceerd in de Yamazaki Distillery in Shimamoto, Osaka, Japan.
De distilleerderij is opgericht in 1923 door Shinjiro Torii als eerste in Japan. Thans is de distilleerderij eigendom van Suntory.
De single malt wordt in de leeftijden van 10, 12, 18, 25, 35 en 50 jaar geproduceerd.